# Lanjaran
Lanjaran is een bestuurslaag in het regentschap Boyolali van de provincie Midden-Java, Indonesië. Lanjaran telt 1812 inwoners (volkstelling 2010).